# Мексико Сити еПри 2017
Мексико Сити еПри 2017, официално име ФИА Формула Е Юлиус Бер Мексико Сити еПри 2017, е второто еПри на Мексико Сити, четвърти кръг от сезон 2016/17 и общо 25-и старт в историята на Формула Е. Провежда се на 1 април 2017 г. на пистата Аутодромо Ерманос Родригес в Мексико Сити, Мексико. Състезанието печели тръгналият от 15-а позиция Лукас ди Граси пред Жан-Ерик Верн и Сам Бърд.

## Преди състезателния ден
Трасето претърпява известни промени в сравнение с миналогодишния старт. Първият шикан веднага след старт-финалната права е премахнат и на негово място има десен завой, като целта е да се предостави по-добра възможност за изпреварвания заради по-широкия завой и по-късното спиране за него; последният шикан също е преработен по начин, който да попречи на пилотите да минават напряко и да печелят предимство. Този старт е единственият през сезона, който се провежда на перманента писта, а не по улиците на някой град.
Бившият пилот на Заубер Ф1 и Хаас във Формула 1 Естебан Гутиерес заема мястото на представящия се под очакванията Ма Кингхуа в отбора на Тачита.

## Свободни тренировки, квалификация, наказания и FanBoost
Най-бързо време в първата свободна тренировка дава Себастиен Буеми (1:02.222) пред Лоик Дювал и Жером Д'Амброзио, а във втората - отново Буеми (1:02.164) пред Лукас ди Граси и Жан-Ерик Верн.
По време на квалификацията за място най-бързо време записва Оливър Търви (1:02.712) пред Даниел Абт (1:02.765) и Хосе Мария Лопес (1:02.831); петицата, участваща в Супер Пол сесията допълват Маро Енгел и Жан-Ерик Верн. Квалификацията е прекъсната за известно време след катастрофа на Дювал, чието време преди да напусне квалификацията е по-бавно от 110% от времето на най-бързия пилот, но получаваа разрешение да стартира, тъй като е достатъчно бърз в тренировките. В Супер Пол сесията Абт дава най-доброто време (1:02.711) пред Търви (1:02.867), Енгел (1:03:045), Лопес (1:03:072) и Верн (1:03.202).
Впоследствие обаче се оказва, че налягането в гумите на Абт е по-ниско от допустимото и времето му е зачеркнато, като по този начин пада до 18-а позиция на стартовата решетка. Заради същото нарушение Д'Амброзио е изпратен от девета на 19-а позиция. Наказания от по десет места заради смяна на скоростната кутия получават и пилотите на Венчъри Формула Е Енгел и Стефан Саразен.
Абт, ди Граси и Буеми печелят гласуването за FanBoost.

## Състезание
Състезанието се провежда при сухо, слънчево време и температура от около 27°. На пистата присъстват около 36000 зрители.
След старта Хайдфелд успява да се пребори с Верн за третото място успява да се пребори с Лопес за второто място, а след удар между Енгел и ди Граси, последният трябва да влезе в бокса за смяна на задното крило. През бокса минават и Никола Прост за смяна на носа и Саразен, който решава да седне във втория си болид. Във втората обиколка на пистата излиза колата за сигурност, за да бъдат изчистени останките след катастрофите. След рестарта на надпреварата в петата обиколка, Лопес започва да притиска лидера Търви, а Хайдфелд и Верн са близо зад тях. В 12-ата обиколка проблеми със захранването принуждават Търви да спре болида. След няколко неуспешни опита да го рестартира, на пистата отново излиза колата за сигурност. Ди Граси и Д'Амброзио използват момента и спират за смяна на болидите още в 18-ата обиколка, което означава, че към края на надпреварата ще разполагат с по-нисък запас от енергия в сравнение с лидерите, които започват да сменят болидите си в 24-тата обиколка. Пръв това прави Верн и въпреки че стратегията му не му позволява да изпревари водача Лопес, който минава през бокса в 25-ата обиколка, поне успява да се придвижи едно място напред за сметка на Хайдфелд. Големите губещи от спиранията в бокса са Хайдфелд и Буеми, които заради забавяне падат съответно от втора на седма и от пета на девета позиция.Големите печеливши са ди Граси и Д'Амброзио, които от дъното на класирането изскачат на първите две места благодарение на значително по-ранните си спирания в бокса - но за разлика от останалите, към този момент те разполагат само с около 60% от енергията си. След всички спирания в бокса, ди Граси води на Д'Амброзио с около 3 секунди, а Лопес, който е на трета позиция, е на още около 30 секунди. След него са Верн, Бърд, Антонио Феликс да Коща, Хайдфелд, Розенквист, Робин Фрийнс и Буеми.
Ди Граси и Д'Амброзио не се радват дълго време на комфортната си преднина, тъй като болидът на Дювал спира на пистата с проблем с батерията и колата за сигурност излиза за трети път, а след прибирането ѝ в 30-ата обиколка, всички останали в състезанието пилоти са събрани в рамките на около осем секунди. След рестарта ди Граси успява да запази позицията си, а борбата за второто място между Д'Амброзио, Лопес и Верн му позволява да увеличи преднината си. Оказва се, прогресът на да Коща и Фрийнс в класирането се дължи на грешка в комуникацията между отбора на Амлин Андрети и организатолите, след която тимът е останал с впечатлението, че минималното време за смяната на болида е 57 секунди, а не една минута. Двамата пилоти са наказани с минаване през бокса и докато след изтърпяването му Фрийнс остава на едно място от зоната на точките, да Коща отпада с повреда в скоростната кутия преди да има възможност да изтърпи своето.
В 35-ата обиколка опит на Лопес за изпреварване на Д'Амброзио завършва със завъртане в първия завой, а при идентична ситуация между Буеми и Розенквист на същия завой, Буеми също се завърта и за малко се разминава с удар с болида на Лопес, като и двамата губят наколко позиции. Буеми дори се озовава извън зоната на точките, но в 40-ата обиколка записва най-бързата обиколка в състезанието и печели една точка. Въпреки намаляващия запас от енергия, Д'Амброзио дълго време успява да задържи зад себе си своите преследвачи, но пилотска грешка в 43-тата обиколка позволява на Верн да го изпревари. Малко преди края на състезанието Прост предизвика катастрофа, при която поражения понасят четири болида - французинът се удря в задницата на Хайдфелд и го завърта, Мич Евънс набива спирачки, за да избегне Хайдфелд, но от своя страна е ударен от Розенквист. Последният отпада от надпреварата, а останалите пилоти могат да продължат - Хайдфелд, който до този момент се движи пети, губи най-много позиции - седем, а Евънс се оказва големият печеливш, тъй като печели две места за сметка на Хайдфелд и Прост. В последната обиколка Д'Амброзио, който междувременно е изпреварен от Бърд, остава почти без никакъв запас от енергия без борба сдава цели девет позиции. Подобната стратегия на ди Граси обаче сработва и той преминава първи финиша, следван от Верн, Бърд, Евънс, Прост, Лопес, Абт, Адам Керъл, Нелсиньо Пикет и Гутиерес.
След състезанието към времето на Бърд е добавено двесекундно наказание заради опасно излизане от бокса, а Д'Амброзио е наказан с минаване през бокса заради минаване напряко през един шикан, като наказанието автоматично е трансформирано в добавяне на 37 секунди към времето му.

## Резултати

### Квалификация
| Поз.      | №  | Пилот                  | Отбор                        | Време    | Разлика | Решетка |
| --------- | -- | ---------------------- | ---------------------------- | -------- | ------- | ------- |
| 1         | 88 | Оливър Търви           | НекстЕВ НИО                  | 1:02.712 |         | 1       |
| 2         | 66 | Даниел Абт             | АБТ Шефлер Ауди Спорт        | 1:02.765 | +0.053  | 182     |
| 3         | 37 | Хосе Мария Лопес       | DS Върджин Рейсинг           | 1:02.831 | +0.119  | 21      |
| 4         | 5  | Маро Енгел             | Венчъри Формула Е            | 1:02.974 | +0.262  | 1213    |
| 5         | 25 | Жан-Ерик Верн          | Тачита                       | 1:02.983 | +0.271  | 31      |
| 6         | 23 | Ник Хайдфелд           | Махиндра Рейсинг             | 1:03.022 | +0.310  | 4       |
| 7         | 2  | Сам Бърд               | DS Върджин Рейсинг           | 1:03.099 | +0.387  | 5       |
| 8         | 28 | Антонио Феликс да Коща | Амлин Андрети                | 1:03.364 | +0.651  | 6       |
| 9         | 7  | Жером Д'Амброзио       | Фарадей Фючър Драгън Рейсинг | 1:03.366 | +0.654  | 192     |
| 10        | 9  | Себастиен Буеми        | Рено е.Дамс                  | 1:03.402 | +0.690  | 7       |
| 11        | 19 | Феликс Розенквист      | Махиндра Рейсинг             | 1:03.425 | +0.713  | 8       |
| 12        | 4  | Стефан Саразен         | Венчъри Формула Е            | 1:03.491 | +0.779  | 173     |
| 13        | 33 | Естебан Гутиерес       | Тачита                       | 1:03.509 | +0.797  | 9       |
| 14        | 47 | Адам Керъл             | Панасоник Ягуар Рейсинг      | 1:03.553 | +0.841  | 10      |
| 15        | 20 | Мич Евънс              | Панасоник Ягуар Рейсинг      | 1:03.563 | +0.851  | 11      |
| 16        | 8  | Никола Прост           | Рено е.Дамс                  | 1:03.589 | +0.877  | 13      |
| 17        | 27 | Робин Фрийнс           | Амлин Андрети                | 1:03.688 | +0.976  | 14      |
| 18        | 11 | Лукас ди Граси         | АБТ Шефлер Ауди Спорт        | 1:03.690 | +0.978  | 15      |
| 19        | 3  | Нелсиньо Пикет         | НекстЕВ НИО                  | 1:04.082 | +1.370  | 16      |
| 14        | 6  | Лоик Дювал             | Фарадей Фючър Драгън Рейсинг | 1:11.575 | +8.863  | 204     |
| Източник: |    |                        |                              |          |         |         |

Бележки:
- 1 – Мястото на стартовата решетка е определено чрез Супер Пол елиминации.
- 2 – Абт и Д'Амброзио са дисквалифицирани от квалификацията заради по-ниско от допустимото налягане на гумите и стартират от 18-а и 19-а позиция.
- 3 – Енгел и Саразен са наказани с по десет места заради смяна на скоростната кутия.
- 4 – Дювал е с време, по-бавно от 110% от времето на най-бързия пилот, но получава разрешение да стартира, тъй като е достатъчно бърз в тренировките.

### Супер Пол
| Поз.      | №  | Пилот            | Отбор                 | Време    | Разлика | Решетка |
| --------- | -- | ---------------- | --------------------- | -------- | ------- | ------- |
| 1         | 66 | Даниел Абт       | АБТ Шефлер Ауди Спорт | 1:02.711 |         | 181     |
| 2         | 88 | Оливър Търви     | НекстЕВ НИО           | 1:02:867 | +0.156  | 1       |
| 3         | 5  | Маро Енгел       | Венчъри Формула Е     | 1:03.045 | +0.334  | 122     |
| 4         | 37 | Хосе Мария Лопес | DS Върджин Рейсинг    | 1:03.072 | +0.361  | 2       |
| 5         | 25 | Жан-Ерик Верн    | Тачита                | 1:03.202 | +0.491  | 3       |
| Източник: |    |                  |                       |          |         |         |

Бележки:
- 1 – Абт е дисквалифициран от квалификацията заради по-ниско от допустимото налягане на гумите и стартират от 18-а позиция.
- 2 – Енгел е наказан с десет места заради смяна на скоростната кутия.

### Състезание
| Поз.      | №  | Пилот                  | Отбор                        | Обиколки | Време/Отпадане  | Място | Точки |
| --------- | -- | ---------------------- | ---------------------------- | -------- | --------------- | ----- | ----- |
| 1         | 11 | Лукас ди Граси         | АБТ Шефлер Ауди Спорт        | 45       | 56:27.535       | 14    | 25    |
| 2         | 25 | Жан-Ерик Верн          | Тачита                       | 45       | +1.966          | 01    | 18    |
| 3         | 2  | Сам Бърд               | DS Върджин Рейсинг           | 45       | +7.4801         | 02    | 15    |
| 4         | 20 | Мич Евънс              | Панасоник Ягуар Рейсинг      | 45       | +9.770          | 07    | 12    |
| 5         | 8  | Никола Прост           | Рено е.Дамс                  | 45       | +9.956          | 08    | 10    |
| 6         | 37 | Хосе Мария Лопес       | DS Върджин Рейсинг           | 45       | +10.631         | 04    | 8     |
| 7         | 66 | Даниел Абт             | АБТ Шефлер Ауди Спорт        | 45       | +11.694         | 11    | 6     |
| 8         | 47 | Адам Керъл             | Панасоник Ягуар Рейсинг      | 45       | +13.722         | 02    | 4     |
| 9         | 3  | Нелсиньо Пикет         | НекстЕВ НИО                  | 45       | +14.156         | 07    | 2     |
| 10        | 33 | Естебан Гутиерес       | Тачита                       | 45       | +15.717         | 01    | 1     |
| 11        | 27 | Робин Фрийнс           | Амлин Андрети                | 45       | +21.459         | 03    |       |
| 12        | 23 | Ник Хайдфелд           | Махиндра Рейсинг             | 45       | +27.232         | 08    |       |
| 13        | 9  | Себастиен Буеми        | Рено е.Дамс                  | 45       | +1.01.365       | 07    | 12    |
| 14        | 7  | Жером Д'Амброзио       | Фарадей Фючър Драгън Рейсинг | 45       | +1.09.6463      | 06    |       |
| 15        | 4  | Стефан Саразен         | Венчъри Формула Е            | 33       | +1 обиколка     | 02    |       |
| 16        | 19 | Феликс Розенквист      | Махиндра Рейсинг             | 43       | +2 обиколки     | 08    |       |
| Отп       | 5  | Маро Енгел             | Венчъри Формула Е            | 38       | Задвижване      | 05    |       |
| Отп       | 28 | Антонио Феликс да Коща | Амлин Андрети                | 32       | Скоростна кутия | 12    |       |
| Отп       | 6  | Лоик Дювал             | Фарадей Фючър Драгън Рейсинг | 25       | Батерия         | 01    |       |
| Отп       | 88 | Оливър Търви           | НекстЕВ НИО                  | 12       | Батерия         | 19    | 34    |
| Източник: |    |                        |                              |          |                 |       |       |

Балежки:
- 1 – Към времето на Бърд е добавено двесекундно наказание заради опасно излизане от бокса.
- 2 – Две точки за най-бърза обиколка.
- 3 – След състезанието Д'Амброзио е наказан с минаване през бокса заради минаване напряко през един шикан, като наказанието автоматично е трансформирано в добавяне на 37 секунди към времето му.
- 4 – Три точки за първо място в квалификациите.

## Класиране след състезанието
| Поз | Пилот           | Точки |           |
| --- | --------------- | ----- | --------- |
| 1   | Себастиен Буеми | 76    | =         |
| 2   | Лукас ди Граси  | 71    | =         |
| 3   | Никола Прост    | 46    | =         |
| 4   | Жан-Ерик Верн   | 40    | =         |
| 5   | Сам Бърд        | 33    | Повишение |

| Поз | Конструктор           | Точки |           |
| --- | --------------------- | ----- | --------- |
| 1   | Рено е.дамс           | 122   | =         |
| 2   | АБТ Шефлер Ауди Спорт | 91    | =         |
| 3   | DS Върджин Рейсинг    | 43    | Повишение |
| 4   | Тачита                | 41    | Повишение |
| 5   | Махиндра Рейсинг      | 37    | Понижение |